# 洪錦城家族
洪錦城家族，始興於1890年代，是戰前時期的香港歐亞混血兒家族，香港望族之一。洪錦城生父John Graham Anderson由蘇格蘭來港經商。

## 家族特色
家族中之各種特色：
- 香港歐亞混血兒家族
- 以華人家族自居，家族籍貫跟隨母系的廣東寶安

## 興起方法
家族中各人之興起歷程：
- 洪錦城的興起歷程：1887-1892年間職政府傳譯部門，首名最高法院華人傳譯及營商致富
- 洪錦寧的興起歷程：1887年起任職政府傳譯部門，首兩名最高法院華人傳譯及營商致富
- 洪國樑的興起歷程：任職上海北京法院法官
- 洪興錦的興起歷程：香港律師，創辦香港工商日報
- 洪耀芝的興起歷程：任職香港土地法院，曾到上海營商，後回港
- Donald Anderson的興起歷程：首位香港歐亞混血兒任最高法院大律師
- Catherine Joyce Anderson的興起歷程：曾任拔萃女書院校長
- 洪武釗的興起歷程：九倉、會德豐買辦
- 洪承禧的興起歷程：九倉、會德豐大班[1]

## 家族成員
何東家族的家族成員：
- John Graham Anderson [2]
  - 洪錦城（Kam Shing Hung）＝Victoria Overbeck
    - 洪國樑（Kwok Leung Hung，Joseph Overbeck Anderson，Victoria所出）
    - 洪國智（Kwok Chi Hung，Charles Graham Overbeck Anderson，Victoria所出）
    - 洪國華（Kwok Wah Hung，William Graham Anderson，Victoria所出）

  - 洪錦寧（Kam Ning Hung，Henry Graham Anderson）=陳麗球（Chan Lau Kau，Mary Mackenzie）
    - Pik Ann Hung[3]
    - 洪蘊芝（玉顏，Kitty Hung，Catherine Anderson）＝何世榮
      - 何煒君＝陸文景
      - 何妙君＝沈本瑛
      - 何鴻鈞＝梁漢卿
        - 何猷灝

      - 何季君＝張瑞寧
      - 何智君＝陳漢明
      - 何鴻邦＝謝秀馨
      - 何鴻宗＝陳美韶
      - 何穎君＝梁登輦
        - 梁雄姬

      - 何鴻敏
      - 何懿君＝蔡永祺

    - Hugh Graham Anderson
    - Ernest Graham Anderson
    - 洪耀芝（Iu Chi Hung，Charles Graham (Carl) Anderson）[4][5]
      - Donald Anderson
      - Catherine Joyce Anderson＝Mr Symons（即Mrs Joyce Symons，曾任拔萃女書院校長）

    - Mabel Anderson
    - 洪耀勳（Iu Fan Hung，James Graham Anderson）[4]
    - 洪耀光（Iu Kwong Hung，Henry M Anderson）[4]
    - Irene Teresa Anderson
    - John Graham Anderson
    - Agnes Anderson
    - Edith Anderson
    - Sophie Anderson

## 註腳
1. ↑  信報財經新聞. . University of California Press.   [2015-05-05]. （原始内容存档于2017-07-15）.
2. ↑  .   [2020-02-22]. （原始内容存档于2020-02-22）.
3. ↑  Patrick Lim. . Hong Kong University Press.   [2015-04-09]. （原始内容存档于2019-09-15）.
4. 1 2 3  Emma Jinhua Teng. . University of California Press.   [2015-04-09]. （原始内容存档于2019-09-16）.
5. ↑  Carl T. Smith. . Hong Kong University Press.   [2015-04-09]. （原始内容存档于2019-09-16）.